# Mike Terrana
Mike Terrana (Búfalo, Nueva York; 21 de enero de 1960) es un baterista estadounidense de heavy metal que ha grabado con multitud de bandas de todo el mundo. Actualmente acaba de separar caminos con la banda española Avalanch, y además participa en la banda de power metal italiana Vision Divine.

## Biografía
Nacido en Búfalo, Nueva York, a temprana edad decidió que su camino debía ser el de músico, más concretamente el de baterista. Poco a poco fue dándose a conocer y se trasladó a California, donde estaba teniendo mayor auge el heavy metal en Estados Unidos en la década de 1980. Se convierte en el baterista de Axel Rudi Pell, con el que colaboró hasta el año 2013. Abandonando Estados Unidos, en 1997 decide instalarse en Europa, concretamente en Alemania, para continuar abriéndose camino. Así, se une en 1999 junto a Victor Smolski a Peavy Wagner en Rage, dando unos discos muy brillantes, hasta que en diciembre de 2006 decide irse por diferencias musicales y personales con los otros dos componentes. Poco antes había ingresado en Masterplan, del que fue el baterista en su banda principal hasta el 2013. También son importantes sus colaboraciones con Yngwie Malmsteen, Tony MacAlpine, Artension, Metalium o Tony Hernando.
En la actualidad, es reconocido como uno de los mejores bateristas, ya que fue nombrado en el 2006 como el mejor baterista del mundo.
También se le puede escuchar en Taboo Voodoo, un proyecto personal encaminado hacia su otra especialidad a las baquetas, la fusión. Actualmente es el nuevo baterista oficial de Savage Circus tras el abandono de Thomas Stauch. 
El proyecto “Beauty of the Beat” incluyó actuaciones en vivo con la participación de cantantes de diversos géneros musicales y una orquesta en vivo.
Mike Terrana se centra actualmente en sus talleres de batería. Todavía toca y graba música para muchas otras bandas. Ayuda con consejos a jóvenes músicos.
Es soltero y no tiene esposa.
Mike Terrana nunca se ha casado oficialmente y no tiene hijos.

## Discografía

### Con Hanover
- Hungry Eyes (1985)

### ConKuni
- Kuni (1988)

### ConBeau Nasty
- Dirty but Well Dressed (1989)

### ConTony MacAlpine
- Freedom to Fly (1992)
- Evolution (Disco) (1995)
- Violent Machine (1996)
- Live Insanity (1997)

### ConYngwie Malmsteen
- "The Seventh Sign" (1993)
- "I Can't Wait" (1994)

### ConArtension
- "Into the Eye of the Storm" (1996)
- "Phoenix Rising" (1998)
- "Secret Pathways" (2001)
- "New Discovery" (2003)
- "Future World" (2005)

### ConJohn West
- "Mind Journey" (1997)

### ConStuart Smith
- "Heaven and Earth" (1998)

### ConDamir Simic-Shime
- "The Quest" (1998)

### ConRoland Grapow
- Kaleidoscope (1999)

### ConMetalium
- "Millennium Metal" (1999)

### ConAxel Rudi Pell
- The Ballads II (1999)
- The Wizards Chosen Few (2000)
- The Masquerade Ball (2000)
- Knights Live (2002)
- Shadow Zone (2002)
- Kings and Queens (2004)
- The Ballads II (2005)
- Mystica (2006)
- Diamonds Unlocked (2007)
- Tales of the Crown (2008)
- The Crest (2009)
- The Ballads IV (2011)
- Circle of the Oath (2012)

### ConVictor Smolski
- The Heretic (2000)

### ConSquealer
- Made for Eternity (2000)
- Under the Cross (2002)

### ConRage
- Ghosts (1999)
- Welcome to the Other Side (2001)
- Unity (2002)
- Soundchaser (2003)
- From the Cradle to the Grave (en vivo) (2004)
- Speak of the Dead (2006)
- Full Moon in St. Petersburg (en vivo) (2007)

### ConDriven
- Self-Inflicted (2001)

### ConFerdy Doernberg
- Storyteller's Rain (2001)

### ConTony Hernando
- "The Shades of Truth" (2002)
- "Ill" (2005)
- "Actual Events" (2009)

### ConTracy G
- Deviating from the Set List (2003)

### ConTaboo Voodoo
- Somethin's Cookin (2003)

### ConZillion
- Zillion (2004)

### ConMasterplan
- MK II (2007)
- Time to be King (2010)

### ConKiko Loureiro
- No Gravity (2005)
- Fullblast (2009)

### ConAvalanch
- El Ángel Caído - XV Aniversario (2017)
- Hacia La Luz - Directo desde Madrid (2018)
- El Secreto (2019)
- The Secret (2019)

### Solo
- Shadows of the Past (1998)
- Man of the World (2005)
- Sinfonica (2011)

### Otros trabajos
- Yngwie Malmsteen - "Best of" (2000)
- Yngwie Malmsteen - "Archive Box" (2001)
- Tribute to Accept (Metalium track "Burning") (1999)
- "Holy Dio - A Tribute to The Voice of Metal: Ronnie James Dio" (1999)
- Con Rage - "Der Schuh Des Manitu", banda sonora (2001)
- Rage - "Best of" (2002)